# Hitselberger-Zeichen
Das Hitselberger-Zeichen (William Hitselberger, Neurochirurg, Los Angeles) bezeichnet einen Sensibilitätsausfall des hinteren oberen Abschnittes des äußeren Gehörganges bei Lähmung des Gesichtsnervs (Beeinträchtigung des Nervus intermedius).
Die Symptomatik wurde erstmals 1966 von William Hitselberger und William House als Frühzeichen des Akustikusneurinoms beschrieben, nachdem ihnen eine geringere Schmerzempfindlichkeit des hinteren äußeren Gehörganges bei der Spülung mit Eiswasser auf der kranken Seite aufgefallen war. Bei hoher Sensitivität ist die Spezifität des Zeichens für die Diagnose eines Akustikusneurinoms mäßig.